# Culture en courbes de niveau

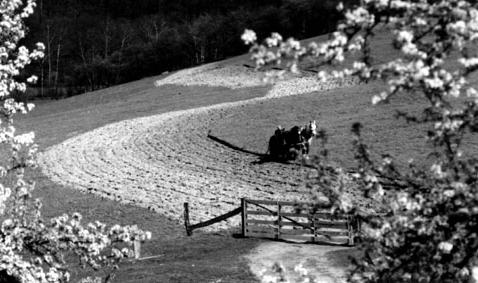
Culture en courbes de niveau (Contour plowing), Pennsylvanie, 1938

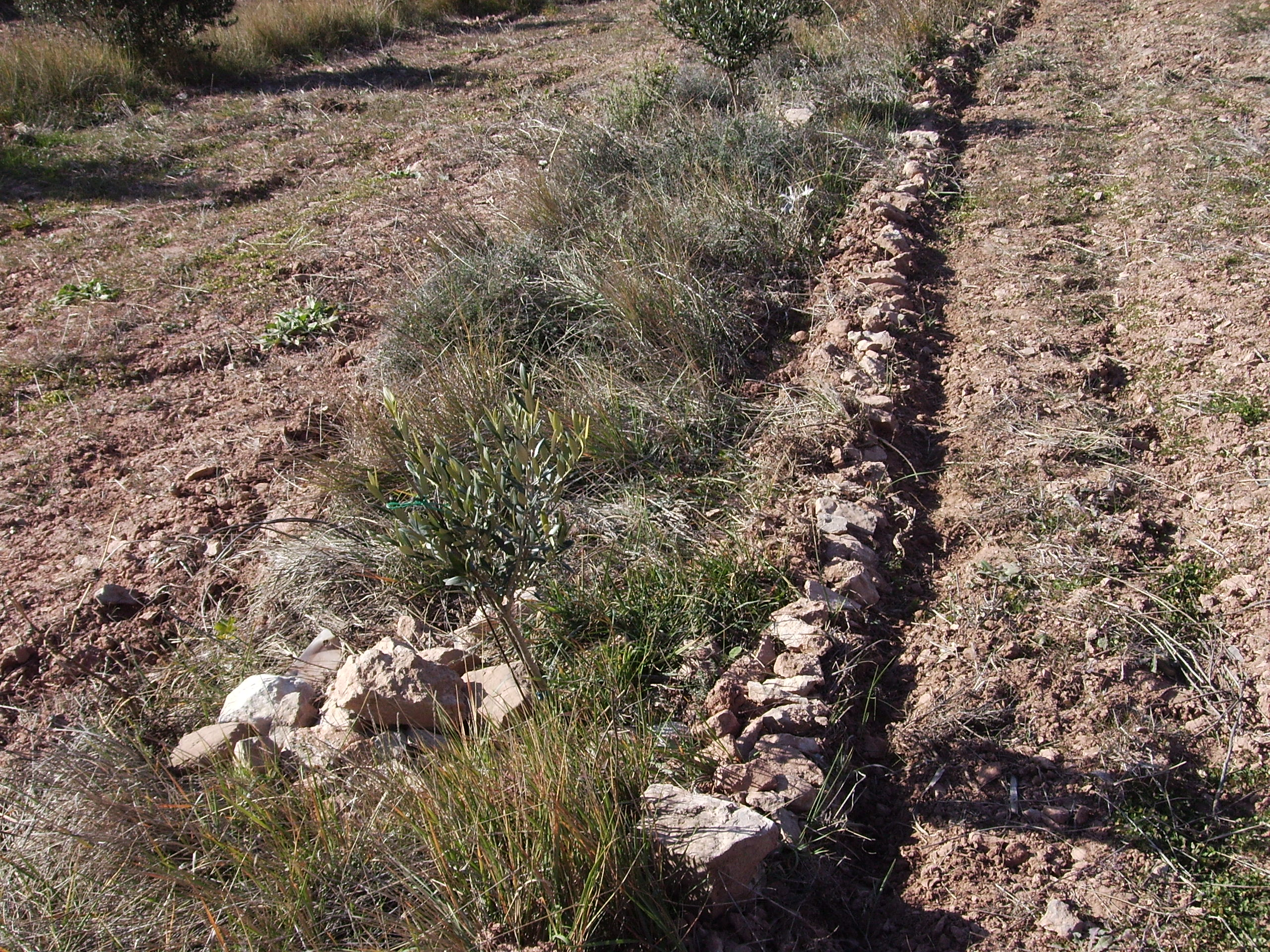
Contour bunding, Catalogne, 2007.

La culture en courbes de niveau, (en anglais, contour plowing ou contour ploughing ou contour farming) est la pratique agricole consistant à labourer un terrain en pente en suivant ses courbes de niveau d’élévation. Cette pratique crée des sillons perpendiculaires à la pente : ils se courbent autour du relief et sont de niveau. 
Les creux des sillons retiennent alors l'eau en place, ce qui limite l'érosion du sol par ruissellement en réduisant la formation de ravines et rigoles. Cela laisse également plus de temps à l'eau pour s'infiltrer dans le sol. 
Une pratique similaire est le contour bunding où des pierres sont placées dans l'alignement des courbes de niveau des pentes.
Des pratiques de prévention de l'érosion du sol telles que celle-ci peuvent réduire considérablement les effets négatifs associés à l'érosion du sol, comme la réduction de la productivité des cultures, la dégradation de la qualité de l'eau, la diminution des niveaux d'eau dans les réservoirs, les inondations et la destruction de l'habitat. La culture en courbes de niveau est considérée comme une forme active d'agriculture durable.

## Histoire
Les Phéniciens ont d'abord développé la pratique de la culture en courbes de niveau et l'ont répandue dans toute la Méditerranée. Cependant, les Romains ont préféré la culture en sillons droits et cette pratique est devenue la norme.[réf. nécessaire]

## Histoire moderne

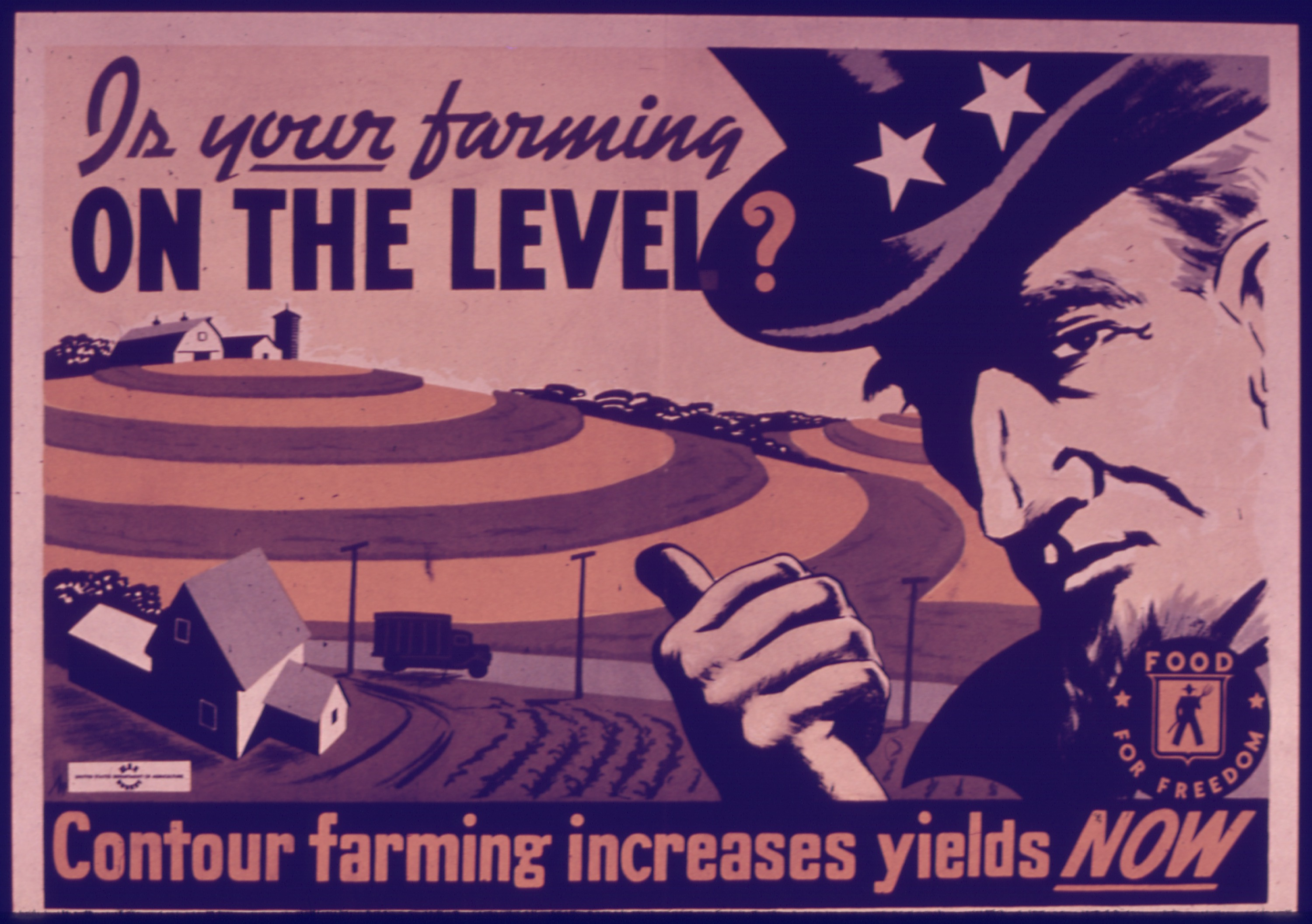
"Is Your Farming on the Level" - NARA entre 1941 et 1945

Ce fut l’une des principales procédures promues par le Service britannique de conservation des sols (UK Soil Conservation Service, l’actuel Service de conservation des ressources naturelles, le Natural Resources Conservation Service (en)) dans les années 1930. Le Département de l'Agriculture des États-Unis a mis en place le Service de conservation des sols (Soil Conservation Service) en 1935 pendant le Dust Bowl, quand il est devenu évident que l’érosion des sols était un problème majeur avec la désertification.
L'ampleur du problème était telle que l'Annuaire de l'agriculture - "Yearbook of Agriculture" - de 1934 notait qu'environ 35 millions d'acres (142 000 km2) de terres autrefois cultivées avaient été essentiellement perdues pour la production agricole...100 millions d'acres (405 000 km2) de cultures avaient perdu la totalité ou la plus grande partie de la terre arable; 125 millions d'acres (506 000 km2) de terres alors en culture perdaient rapidement leur terre. Cela pouvait conduire à une désertification à grande échelle qui pouvait transformer de manière permanente un paysage autrefois productif en un paysage aride, devenant de plus en plus intensif et coûteux à cultiver.
Le Service de conservation des sols a collaboré avec les gouvernements des États et les universités sur des programmes agricoles établis tels que celui de l’Université du Nebraska pour promouvoir la méthode auprès des agriculteurs. En 1938, l'introduction de nouvelles techniques agricoles telles que la culture en courbes de niveau avait permis de réduire les pertes de sol de 65% malgré la poursuite de la sécheresse.
Des démonstrations ont montré que la culture en courbes de niveau, dans des conditions idéales, augmenterait les rendements des cultures en lignes pouvant s'approcher de 50% dans certains cas, avec des augmentations communes de 5 à 10%. Cette technique réduit également de manière significative l'érosion du sol, la perte d'engrais et, globalement, rend l'agriculture moins gourmande en énergie et en ressources dans la plupart des circonstances. La réduction des pertes d'engrais permet non seulement d'économiser du temps et de l'argent à l'agriculteur, mais réduit également le risque de nuire aux systèmes régionaux d'eau douce. L'érosion des sols causée par de fortes pluies peut encourager le développement de rigoles et de ravines qui transportent les nutriments en excès dans les systèmes d'eau douce, provoquant l'eutrophisation des eaux.
La culture en courbes de niveau est également encouragé dans les pays présentant des régimes de précipitations similaires à ceux des États-Unis, tels que l'ouest du Canada et l'Australie.
La pratique n'est efficace que sur les pentes comprises entre 2% et 10% et lorsque les précipitations ne dépassent pas une certaine quantité au cours d'une période donnée. Sur les pentes plus abruptes et dans les zones à forte pluviométrie, une procédure appelée « culture en bande » (strip cropping) est utilisée[réf. nécessaire] avec la culture en courbes de niveau (contour farming) pour fournir une protection supplémentaire. La culture en courbes de niveau  est plus efficace lorsqu'elle est utilisée avec d'autres méthodes de conservation du sol telles que la culture en bandes, l'agriculture en terrasse et l'utilisation d'un couvert végétal (cover crop). La combinaison appropriée de ces méthodes de culture peut être déterminée par diverses conditions climatiques et pédologiques de cette zone donnée. Les sites agricoles sont souvent classés en cinq niveaux: insensible, léger, modéré, élevé et extrême, en fonction de la sensibilité du sol de la région. La culture en courbes de niveau est appliquée dans certains pays européens tels que la Belgique, l'Italie, la Grèce, la Roumanie, la Slovénie et l'Espagne dans les zones présentant une pente supérieure à 10%.
Le mode de conception et de gestion des paysages agricoles KeyLine  de P. A. Yeomans critique les techniques traditionnelles de labour en courbe de niveau et améliore le système en observant la forme de terrain et topographie normales. À l'une des extrémités d'un contour, la pente du terrain sera toujours plus raide qu'à l'autre. Ainsi, en labourant des parcours parallèles parallèles à tout contour, les sillons de la charrue s'écartent rapidement d'un vrai contour. L'eau de pluie dans ces sillons s'écoulera donc latéralement le long de la ligne "contour" qui descend. Cela peut souvent concentrer l'eau de manière à aggraver l'érosion au lieu de la réduire. Yeomans a été le premier à apprécier l’importance de ce phénomène. La culture Keyline utilise cette dérive "hors contour" pour cultiver des sillons afin de contrôler le mouvement de l'eau de pluie au profit de la terre (Voir le chapitre 7 dans la Priority One History of Twentieth Century Soil Conservation and Keyline).
La culture en courbe de niveau a été largement adoptée au Burkina Faso après qu’elle a été suggérée par le travailleur britannique d’Oxfam, Bill Hereford, au début des années 1980.